# Postmortales Persönlichkeitsrecht
Das postmortale Persönlichkeitsrecht betrifft die Fortwirkung eines Persönlichkeitsschutzes über den Tod eines Menschen hinaus (post mortem) in Deutschland. Als Personenrecht ist es gesetzlich nicht fixiert. In der Schweiz wird stattdessen die Theorie des Andenkensschutzes vertreten.

## Geschichte
In Mittelalter und früher Neuzeit wurden die Toten in manchen Kontexten als eigenständige Rechtspersönlichkeiten angesehen, ihnen wurde also Rechtsfähigkeit zugesprochen. Zu diesem Thema hat der Göttinger Mediävist Otto Gerhard Oexle über Die Gegenwart der Toten abgehandelt. Ein Beispiel für mittelalterliche Auffassungen hierzu ist die Leichensynode.

## Geltendes Recht
Bezüglich der Rechtswirkung ist zwischen Grundrechten und einfachen Gesetzen zu unterscheiden. Das (Grund-)Recht auf informationelle Selbstbestimmung wie auch die übrigen Ausprägungen des allgemeinen Persönlichkeitsrechts aus Art. 2 Abs. 1 in Verbindung mit Art. 1 Abs. 1 des Grundgesetzes enden mit dem Tod eines Menschen. Auch einfach-gesetzliche Bestimmungen wie das Namensrecht oder der Datenschutz enden grundsätzlich mit dem Tod eines Menschen.
Der Gesetzgeber kann in einfachen Gesetzen bestimmen, dass besondere Persönlichkeitsrechte auch über den Tod hinaus wirken. Dies hat er beispielsweise im Urheberrechtsgesetz in Bezug auf das Urheberpersönlichkeitsrecht getan, wobei auch die kommerzielle Verwertung über den Tod des Urhebers hinaus für eine bestimmte Zeit geschützt bleibt.
Über § 189 StGB ist die Verunglimpfung des Andenkens Verstorbener untersagt.
Grundrechtlich ergibt sich ein postmortaler Persönlichkeitsschutz ausschließlich aus der Menschenwürde nach Art. 1 Abs. 1 des Grundgesetzes (weshalb die Bezeichnung postmortales Persönlichkeitsrecht diesbezüglich irreführend ist): Der Wert- und Achtungsanspruch besteht zunächst fort, verblasst jedoch mit der Zeit.
In einer Entscheidung bezüglich des Malers Emil Nolde – es ging um zwei gefälschte, mit Noldes angeblicher Signatur versehene Aquarelle im Besitz eines Sammlers, die die Nolde-Stiftung nach Begutachtung nicht wieder herausgeben wollte – formulierte der Bundesgerichtshof 1989:

„Das Schutzbedürfnis schwindet in dem Maße, in dem die Erinnerung an den Verstorbenen verblasst und im Laufe der Zeit auch das Interesse an der Nichtverfälschung des Lebensbildes abnimmt (vgl. BGHZ 50, 133 (140 f.) = NJW 1968, 1773 = LM Art. 2 GG Nr. 40 und Art. 5 GG Nr. 27 – Mephisto; BVerfGE 30, 173 (196) = NJW 1971, 1645 – Mephisto). Anders als bei einem ausübenden Künstler, der z. B. als Theaterschauspieler oder -regisseur in der Regel nur seinen Zeitgenossen in Erinnerung bleiben wird, kann das künstlerische Ansehen und die künstlerische Wertschätzung bei einem bildenden Künstler, der seiner Nachwelt ein bleibendes Werk hinterlässt, noch Jahrzehnte nach dem Tode fortbestehen, ohne dass der erforderliche Bezug zur Person des Verstorbenen verlorengeht. Bei einem Maler, der – wie Emil Nolde – zu den namhaften Vertretern des deutschen Expressionismus zählt, ist auch rd. 3 Jahrzehnte nach dem Tode noch ein fortbestehendes Schutzbedürfnis anzuerkennen.“

Gegen die Verletzung des ideellen Anteils am postmortalen Persönlichkeitsrecht können nur nahestehende Angehörige vorgehen (Aktivlegitimation), in der Regel sind dies die Totensorgepflichtigen oder Wahrnehmungsberechtigte, die der Betroffene zu Lebzeiten dazu berufen hat (dies kann unter Umständen auch eine Institution sein). Ein Anspruch auf Geldentschädigung ist dabei ausgeschlossen, weil dessen Genugtuungsfunktion nach dem Tode des Betroffenen ins Leere ginge. Bei Verletzung des vermögenswerten Aspektes des postmortalen Persönlichkeitsrechts stehen den Erben jedoch sowohl Abwehr- als auch Schadensersatzansprüche zu.
In einem bekannt gewordenen Fall klagten die Witwe von Klaus Kinski und der Sohn Nikolai Kinski 2008 unter Berufung auf das postmortale Persönlichkeitsrecht gegen die Veröffentlichung von Krankenakten Klaus Kinskis. Die Psychiatrieakten aus dem Jahre 1950 waren von Vivantes gemeinsam mit 100.000 weiteren Akten für die Forschung an das Berliner Landesarchiv übergeben worden. Durch das Bekanntwerden waren die informellen Persönlichkeitsrechte des 18 Jahre zuvor Verstorbenen verletzt worden. Der Rechtsstreit des Sohnes mit dem Landesarchiv endete mit einem Vergleich. Der Gerichtspräsident verwies auf die „unheimlich schwierige Rechtsfrage“, das Persönlichkeits- gegen das Informationsrecht abzuwägen.
Der Schutz des vermögenswerten Bestandteils des postmortalen Persönlichkeitsrechtes endet zehn Jahre nach dem Tod der Person. Die ideellen Bestandteile können dagegen auch nach Ablauf von zehn Jahren geschützt sein. Das Recht am eigenen Bild kann von den Angehörigen bis zu zehn Jahre nach dem Tod geltend gemacht werden (§ 22 KunstUrhG). Archivische Sperrfristen tragen dem postmortalen Persönlichkeitsrecht Rechnung, indem sie die Einsicht in personenbezogenes Archivgut – neben der allgemeinen Sperrfrist (meist 30 Jahre) – erst nach einer zusätzlichen Sperrfrist zulassen (in Niedersachsen z. B. 10 Jahre nach dem Tod der betroffenen Person oder 100 Jahre nach der Geburt). Bei entsprechender Situation, wie dem Bezug von Provisionen aus Kunstwerken zu Lebzeiten, kann durchaus ein überragendes Interesse an einer Erhaltung eines Rechtes der verstorbenen Person bestehen.